# 2002年美國國家棒球名人堂票選
2002年美國國家棒球名人堂票選遵循2001年的票選規則。全美棒球記者協會進行年度票選，最後選出奧齊·史密斯。
資深選手委員會在這年沒有進行閉門會議，2001年的規則修改如下：退役超過20年的選手票選將每隔一年舉行，非球員的人員票選將每隔四年票選一次。
大聯盟在2002年7月28日舉辦入選典禮。

## 全美棒球記者協會票選結果
全美棒球記者協會只從1982年以後效力於大聯盟的選手中進行評選，但效力年限只到1996年為止。
每個球員需要獲得至少75%的選票方能入選。本屆票選包含28名球員；總共有472張選票，最終總計投出2810人次，入選名人堂門檻為354票，平均每張選票圈選了5.96人。未達5%得票率的候選人，將被剔除名人堂票選資格。
首次進行票選的球員將以劍標（†）顯示。獲得至少75%以上同意票的入選人以粗體字表示；在未來票選中才入選的候選人以斜體字表示。
路易斯·提安特是第十五次進行票選，同時也是最後一次。
| 球員姓名         | 同意票數 | 得票率(%) | 與前一年差距 | 年度   |
| ---------------- | -------- | --------- | ------------ | ------ |
| †奧齊·史密斯     | 433      | 91.7      | -            | 第1年  |
| 蓋瑞·卡特        | 343      | 72.7      | ▲0 7.8%      | 第5年  |
| 吉姆·賴斯        | 260      | 55.1      | ▼0 2.8%      | 第8年  |
| 布魯斯·蘇特      | 238      | 50.4      | ▲0 2.8%      | 第9年  |
| †安德烈·道森     | 214      | 45.3      | -            | 第1年  |
| 古斯·高薩吉      | 203      | 43.0      | ▼0 1.3%      | 第3年  |
| 史蒂夫·賈維      | 134      | 28.4      | ▼0 5.8%      | 第10年 |
| 湯米·約翰        | 127      | 26.9      | ▼0 1.4%      | 第8年  |
| 伯特·布萊勒文    | 124      | 26.3      | ▲0 2.8%      | 第5年  |
| 吉姆·卡特        | 109      | 23.1      | ▼0 3.1%      | 第14年 |
| 傑克·莫里斯      | 97       | 20.6      | ▲0 1.0%      | 第3年  |
| 丹·馬丁利        | 96       | 20.3      | ▼0 7.9%      | 第2年  |
| 路易斯·提安特    | 85       | 18.0      | ▲0 5.8%      | 第15年 |
| †艾蘭·川默       | 74       | 15.7      | -            | 第1年  |
| 戴爾·墨菲        | 70       | 14.8      | ▼0 3.3%      | 第4年  |
| 戴夫·帕克        | 66       | 14.0      | ▼0 2.3%      | 第6年  |
| 戴夫·康塞普西翁  | 56       | 11.9      | ▼0 2.5%      | 第9年  |
| 基斯·赫南德茲    | 29       | 6.1       | ▼0 1.9%      | 第7年  |
| 羅恩·吉德里      | 23       | 4.9       | ▼0 0.3%      | 第9年  |
| 戴夫·史都華      | 23       | 4.9       | ▼0 2.5%      | 第2年  |
| †麥克·格林威爾   | 2        | 0.4       | -            | 第1年  |
| †法蘭克·麥歐拉   | 2        | 0.4       | -            | 第1年  |
| †藍尼·戴克斯特拉 | 1        | 0.2       | -            | 第1年  |
| †提姆·瓦拉奇     | 1        | 0.2       | -            | 第1年  |
| †麥克·亨尼曼     | 0        | 0.0       | -            | 第1年  |
| †傑夫·羅素       | 0        | 0.0       | -            | 第1年  |
| †史考特·山德森   | 0        | 0.0       | -            | 第1年  |
| †羅比·湯普森     | 0        | 0.0       | -            | 第1年  |

|  | 本屆被選入名人堂，人名以粗體表示。                          |
|  | 本屆未入選但在未來票選中被選入名人堂，人名以斜體表示。      |
|  | 在2003年投票中繼續票選但仍未被選入者。                      |
|  | 在未來BBWAA票選中被剔除，但仍保有未來資深委員會審核的資格。 |

新入選的球員包含12名全明星球員，這12人合計共入選49次明星賽。不過有其中1人沒有在名單上。
以下球員首次具有票選資格，但並未在名單上：麥克·亞德里特、喬·博佛、克里斯·波西歐、馬克·卡瑞昂、羅布·迪爾、馬克·艾克霍恩、費利克斯·佛米恩、馬文·弗里曼、李·古耶特曼、克里斯·關恩、約翰·哈卜楊、梅爾·霍爾、史蒂夫·豪爾、迪昂·詹姆斯、麥克·金傑利、柯克·麥卡斯基爾、羅傑·麥道威爾、瑞奇·蒙特里昂內、傑夫·帕瑞特、亞歷杭卓·潘尼亞、迪克·蕭菲爾德、贊恩·史密斯、米爾特·湯普森和戴夫·維利。

## J·G·泰勒·史賓克獎
棒球記者喬·佛爾斯（1928年–2004年）獲選該屆的J·G·泰勒·史賓克獎。

## 福特·C·弗里克獎
費城人隊播報員哈利·卡拉斯（1936年–2009年）獲選該屆的福特·C·弗里克獎。

## 外部連結
- 美國國家棒球名人堂官網 （页面存档备份，存于）
- 棒球名人堂BBWAA票選規則 （页面存档备份，存于）
- 2002年名人堂票選 at www.baseballhalloffame.org